# イスラームと奴隷制

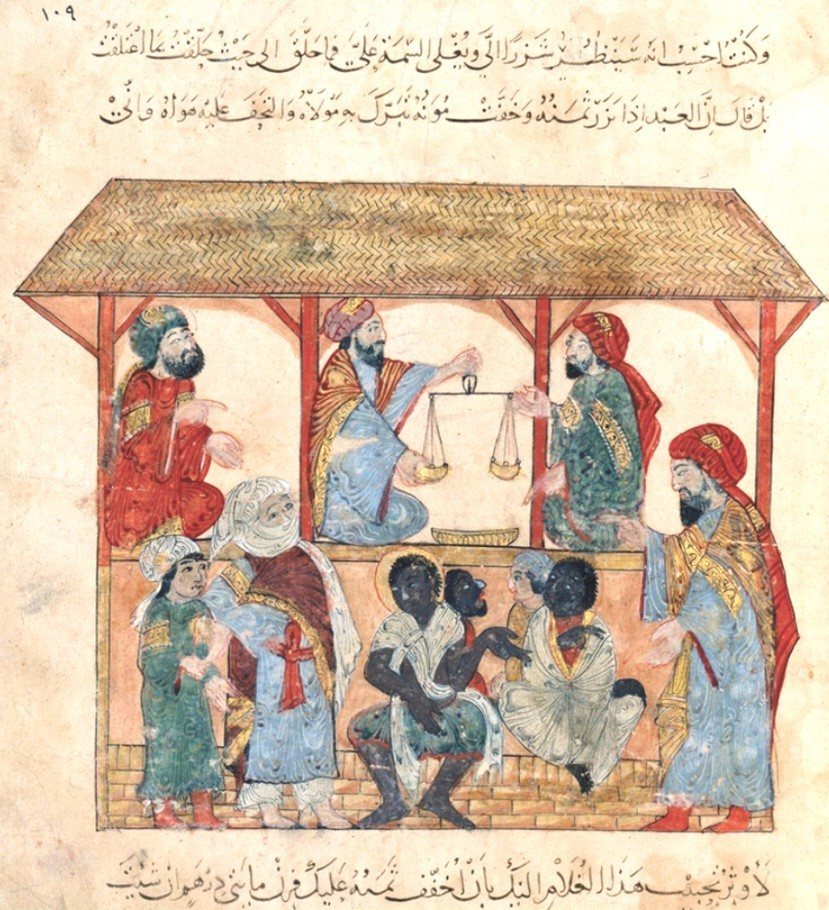
13世紀のイエメンの奴隷市場

イスラームと奴隷制（イスラームとどれいせい）では、イスラム世界で、奴隷が果たした役割と、その地位、変遷などを解説する。

## 概要
イスラム社会では奴隷（ラキーク）は自由人（フッル）とは明らかに異なる身分を形成していた。アラビア語ではラキーク以外に、男奴隷をアブド、マムルーク、あるいはグラームといい、女奴隷をアマあるいはジャーリヤと呼ぶ。アラブの歴史世界では、アブドはブラックアフリカの黒人奴隷を指し、マムルークはトルコ人やスラブ人などの「白人奴隷兵」を意味する慣行が早くから成立していた。
ムハンマドは奴隷を所有する者に対して、自分が口にする食べ物を彼にも食べさせ、自分が羽織る服を彼にも与えなさいと教えた。このような教えによって奴隷を所有することが経済的に難しくなった。奴隷を解放することでムハンマドの時代までの風習に歯止めがかけられた。奴隷の取り扱いや福祉には規定が存在しており、奴隷を解放することは善行であると記されている。また、奴隷に教育を施し、解放し、結婚した者には、天国で2倍の報いがあるとされている（ハディース）。

奴隷には温情を持って処遇せねばならないとされ、聖典クルアーンには、
という記述があるほか、イスラム社会黎明期におけるムハンマドの発言として「誰であれ、自らの奴隷を殺した者は殺し（死刑に処し）、奴隷を不具にした者は不具にする」との言葉が残されている。
奴隷獲得における規定が存在し、ジハードにおける戦争捕虜（女性を含む）を奴隷とすること、あるいはすでに奴隷であるものを奴隷商人から買い受けることは許されているが、単なる略奪行為の一環としての奴隷獲得は禁止されている。
ムハンマドが所有していた黒人奴隷の一人であるビラール・ビン＝ラバーフは現代においてもイスラム教の偉人の一人として、特にムアッジンの間では目指すべき理想像として尊敬の対象となっている。イスラム教における宗教指導者であるムフティーは奴隷の身分であってもイスラム法学に秀でていればなる事が出来た。実際に奴隷のムフティーは数多くの事例がある。また、イスラム社会では身分の流動性があり奴隷を辞めて上位の身分になることも能力次第では可能であった。
バグダードに生まれたイブン・ブトラーン（1066年没）は、『奴隷の購入と検査に関する有用な知識の書』という奴隷購入の手引書を著している。この書では人種に対する差別と偏見を“科学”的言説で糊塗しており、また、各人種すべてに対する蔑視やステレオタイプの一環という性格が強いものの、『肌の色が黒ければ良さが減じられる』『黒人女性は臭いので性的搾取のための女奴隷には向かない』など、黒人に対する差別意識も強くみられる。また、ザンジュ（黒人奴隷）の子どもであっても、白人（ビード）との婚姻をくり返して三代をへれば、黒人は白人となる」と記されている。黒人の血が混じることにより厳格だった近代アメリカに比べた場合、イスラム教に対して擁護的な著者は、イスラム社会が早くから異民族の受け入れに先進的な社会慣行をつくりあげてきたことがわかるとする。
アメリカ黒人奴隷のように商品として売買され耐久消費財として人命を消費されてきたのと比べるとイスラム社会の奴隷は身分の一つであって人間であることまで否定されていたわけではない。だが、ヨーロッパ人に奴隷を売っていたのはイスラム教徒のアラブ人商人であり、またリビングストンやケースメントなど奴隷廃止運動家は、アフリカにおけるアラブ人奴隷商人の蛮行を多数目撃している。
ただし異教徒に対するジハードであるとの名目で奴隷狩りが頻繁に行われたこともある。イスラム社会の支配者たちは商人たちが奴隷狩りや誘拐、詐欺などで連行してきたヨーロッパ人やアフリカの黒人を奴隷として使役し、親衛隊や官吏などに利用してきた。彼らの待遇は一般的には周辺地域（アメリカ黒人奴隷など）の奴隷よりよく、奴隷から司令官や執政官、更には君主の位まで上り詰めたものもいた。しかし奴隷であることには変わりなく、『人間の形をした道具』として差別に苦しんだ。
オスマン帝国ではハレムでの勤務用に去勢される子供もいた。とりわけ女性の奴隷の場合は、他の地域同様に性欲処理の道具としてみなされ、性的な虐待を受けることも少なくなかった。ハレムの女性はこのように自由なく厳しい生活を強いられなければならなかったが、しかし、ひとたび自身の生んだ息子がスルターンとして即位することとなればヴァーリデ・スルタン（母后）と呼ばれてハレムの女主人として高い尊敬を払われる身分となる。オスマン帝国では一時期、母后による権勢が強まり、女人政治、女人の天下とも呼ばれる時代も出現した。
イスラム教諸国での奴隷制の禁止はヨーロッパによる植民地化以降のことであった。またトルコ、イラン（イラン革命以前）、イラク、シリア、アルジェリアなどの世俗主義と近代化を標榜する勢力が国権を握った国でいち早く廃止された。
現在でも原理主義を守っているサウジアラビアでも1962年11月26日に当時の首相であったファイサル国王によって出された内政基本政策10カ条の10番目として奴隷制度の廃止とすべての奴隷の解放が明示されている。また奴隷取引の列強による禁止、およびジハードの事実上の消滅により奴隷獲得手段が消滅し、奴隷そのものが消滅した。
ただしイスラムは原理主義的な一面が強いため奴隷がイスラム教に背くという明確なファトワーは出ていない。逆にイスラム教における奴隷はヨーロッパ人によって行われた過酷な黒人奴隷の取り扱い方と同一のものではないとの主張が多いが、奴隷貿易の最盛期、ヨーロッパ人に奴隷を狩って売っていたのはイスラム教徒だった。

## 奴隷が打ち立てた王朝

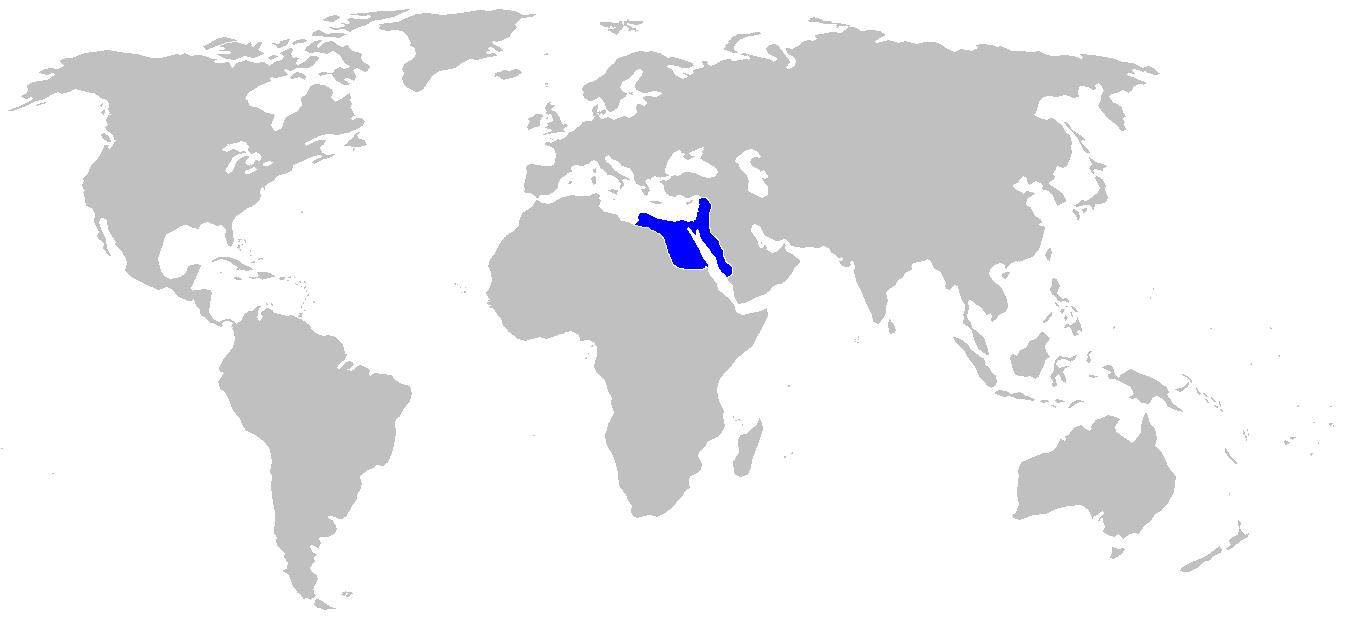
マムルーク朝

なお、解放された奴隷がムスリムである場合、軍人（マムルーク）として活躍する事が出来ればアミールなどに出世する事もでき、その実力を持ってして王朝を打ち立てる事も出来た。エジプトのマムルーク朝、インドの奴隷王朝（インド・マムルーク朝）がその典型である。
- マムルーク朝
- 奴隷王朝
- アイユーブ朝
- ガズナ朝
- セルジューク朝

## 21世紀における奴隷制度
2014年、イラク北部に展開した過激派組織ISILは、ヤズィーディー教徒の住民を多数拘束。女性を戦闘員に対して分配したほか子供の人身売買を始めた上で、同年10月には奴隷制の復活を宣言した。ボコ・ハラムも2014年4月のナイジェリア生徒拉致事件以来奴隷制の復活を宣言し人身売買を行っている。